# Lista de chefes de Estado e de governo recebidos por Joe Biden
Essa é uma lista das visitas de chefes de Estado e de governo que tiveram como anfitrião Joe Biden, 46º Presidente dos Estados Unidos. Desde sua posse presidencial em 20 de janeiro de 2021, Biden recepcionou 28 chefes de Estado e chefes de governo na Casa Branca, residência oficial e sede do gabinete de trabalho do presidente norte-americano.

## Lista de visitas por país
| Número de visitas | País |
| ----------------- | --- |
| 1 visita          | Afeganistão, Austrália, Brasil, Canadá, Catar, Camboja, Colômbia, Coreia do Sul, Equador, Finlândia, França, Geórgia, Itália, Índia, Iraque, Kosovo, México, Países Baixos, Quênia, Reino Unido e Singapura |
| 2 visitas         | Israel, Japão e Jordânia |
| 3 visitas         | Alemanha e Ucrânia |

## 2021
| Data           | Data           | Local       | Mandatário          | País          | Detalhes |
| -------------- | -------------- | ----------- | ------------------- | ------------- | --- |
|                | 16 de abril    | Casa Branca | Yoshihide Suga      | Japão         | O Primeiro-ministro do Japão Yoshihide Suga foi o primeiro líder estrangeiro recebido por Joe Biden na Casa Branca. Na ocasião, os dois mandatários discutiram o fortalecimento das relações nipo-americanas mediante o crescimento econômico de outros parceiros comerciais no cenário mundial. Em coletiva de imprensa, Biden reafirmou seu compromisso em combater efeitos das mudanças climáticas com países desenvolvidos e a intenção em ampliar cooperação no uso da tecnologia 5G. |
|                | 21 de maio     | Casa Branca | Moon Jae-in         | Coreia do Sul | Biden recebeu o Presidente da Coreia do Sul Moon Jae-in com quem debateu questões de interesse mútuo, como a cooperação entre os dois países na área de tecnologia e inovação científica. Biden também reafirmou, durante a coletiva de imprensa, os valores históricos que unem ambas as nações. Os dois líderes também abordaram a crise diplomática com a Coreia do Norte e os impactos econômicos da pandemia de COVID-19. |
|                | 25 de junho    | Casa Branca | Ashraf Ghani        | Afeganistão   | Biden recebeu o então Presidente do Afeganistão Ashraf Ghani em meio à instabilidade política do país decorrente da Retirada das tropas americanas. Na reunião bilateral, Ghani solicitou maior apoio dos Estados Unidos mediante à crescente onda de violência provocada pelo regime do Talibã enquanto o presidente estadunidense se comprometeu a manter um apoio internacional ao governo democrático afegão e coordenar novas tentativas de negociação de paz. |
|                | 28 de junho    | Casa Branca | Reuven Rivlin       | Israel        | Em sua visita de Estado aos Estados Unidos, o Presidente de Israel Reuven Rivlin foi recebido por Joe Biden na Casa Branca. Os dois líderes discutiram um aprimoramento das relações entre os dois países e maior cooperação nas áreas de segurança, tecnologia militar e comércio. Na ocasião, Biden afirmou ser contrário ao desenvolvimento de armas nucleares pelo Irã e defendeu a manutenção das negociações de paz árabe-israelenses e a melhoria das relações de Israel com países da África. |
|                | 15 de julho    | Casa Branca | Angela Merkel       | Alemanha      | Biden reuniu-se com a Chanceler da Alemanha Angela Merkel em sua última visita de Estado aos Estados Unidos. Ambos os líderes reafirmaram o interesse estratégico de seus respectivos países em áreas de cooperação como comércio internacional, segurança energética, mudanças climáticas e os impactos socioeconômicos da pandemia de COVID-19 na Europa. Apesar do breve esfriamento das relações germano-estadunidenses nos meses anteriores ao encontro, Biden reafirmou seu apoio aos interesses da União Europeia na região do Cáucaso e manifestou-se contrário à exploração de recursos energéticos da região pela Rússia. |
|                | 19 de julho    | Casa Branca | Abdullah II         | Jordânia      | O Rei Abdullah II da Jordânia visitou os Estados Unidos e foi recebido por Joe Biden para debater temas de interesse mútuo como infraestrutura, cooperação energética e militar e medidas de combate à pandemia de COVID-19. Acompanhado de seu filho Príncipe Herdeiro Hussein, Abdullah II participou de discussões bilaterais sobre desdobramentos do conflito árabe-israelense e defendeu uma maior cooperação entre as duas nações. Biden reafirmou que a Jordânia é um dos principais aliados dos Estados Unidos no Oriente Médio e que considera Abdullah II como "um amigo leal e decente". |
|                | 26 de julho    | Casa Branca | Mustafa Al-Kadhimi  | Iraque        | |
|                | 27 de agosto   | Casa Branca | Naftali Bennett     | Israel        | |
|                | 30 de agosto   | Casa Branca | Volodymyr Zelenskyy | Ucrânia       | |
|                | 21 de setembro | Casa Branca | Boris Johnson       | Reino Unido   | Em sua primeira visita de Estado durante a Administração Biden, o Primeiro-ministro britânico Boris Johnson enfatizou a relevância das relações anglo-americanas e o desenvolvimento da cooperação política e militar após a assinatura da Nova Carta do Atlântico durante a Cúpula do G7 em Gales, em junho do mesmo ano. Os dois líderes também discutiram políticas de promoção dos direitos humanos no Oriente Médio, os impactos da retirada das tropas do Afeganistão em 2020 e a expansão de parceiros comerciais da OTAN e da União Europeia após o Brexit. |
|                | 24 de setembro | Casa Branca | Scott Morrison      | Austrália     | Biden liderou a Cimeira de Diálogo de Segurança Quadrilateral (Quad Summit), sendo a primeira reunião de cúpula do grupo realizada de maneira presencial com a participação de todos os líderes dos países-membros. Na ocasião, Biden reuniu-se com o Primeiro-ministro australiano Scott Morrison, o Primeiro-ministro do Japão Yoshihide Suga e o Primeiro-ministro da Índia Narendra Modi na Casa Branca, onde os líderes debateram os esforços coletivos de enfrentamento à pandemia de COVID-19 e cooperação em áreas de energia, segurança marítima, educação e direitos humanos. Durante uma reunião bilateral com a delegação indiana, Biden afirmou que as relações entre as duas nações eram "destinadas a crescer ainda mais" e citou a descoberta recente de uma linhagem de sua família que se estabeleceu na Índia no século XVIII. |
| Narendra Modi  | 24 de setembro | Casa Branca | Índia               |               | Biden liderou a Cimeira de Diálogo de Segurança Quadrilateral (Quad Summit), sendo a primeira reunião de cúpula do grupo realizada de maneira presencial com a participação de todos os líderes dos países-membros. Na ocasião, Biden reuniu-se com o Primeiro-ministro australiano Scott Morrison, o Primeiro-ministro do Japão Yoshihide Suga e o Primeiro-ministro da Índia Narendra Modi na Casa Branca, onde os líderes debateram os esforços coletivos de enfrentamento à pandemia de COVID-19 e cooperação em áreas de energia, segurança marítima, educação e direitos humanos. Durante uma reunião bilateral com a delegação indiana, Biden afirmou que as relações entre as duas nações eram "destinadas a crescer ainda mais" e citou a descoberta recente de uma linhagem de sua família que se estabeleceu na Índia no século XVIII. |
| Yoshihide Suga | 24 de setembro | Casa Branca | Japão               |               | Biden liderou a Cimeira de Diálogo de Segurança Quadrilateral (Quad Summit), sendo a primeira reunião de cúpula do grupo realizada de maneira presencial com a participação de todos os líderes dos países-membros. Na ocasião, Biden reuniu-se com o Primeiro-ministro australiano Scott Morrison, o Primeiro-ministro do Japão Yoshihide Suga e o Primeiro-ministro da Índia Narendra Modi na Casa Branca, onde os líderes debateram os esforços coletivos de enfrentamento à pandemia de COVID-19 e cooperação em áreas de energia, segurança marítima, educação e direitos humanos. Durante uma reunião bilateral com a delegação indiana, Biden afirmou que as relações entre as duas nações eram "destinadas a crescer ainda mais" e citou a descoberta recente de uma linhagem de sua família que se estabeleceu na Índia no século XVIII. |
|                | 14 de outubro  | Casa Branca | Uhuru Kenyatta      | Quênia        | O Presidente do Quênia Uhuru Kenyatta foi o primeiro chefe de Estado de uma nação africana recebido oficialmente por Joe Biden desde sua posse em 2021. Os dois líderes defenderam maior cooperação em áreas de direitos humanos, ampliação do uso de energias renováveis e a segurança internacional na região do Corno de África desde a eclosão da Guerra do Tigré no ano anterior. No mesmo dia, Biden havia anunciado a doação de 2,8 milhões de doses da vacina COVID-19 da Janssen à União Africana. |
|                | 18 de novembro | Casa Branca | Justin Trudeau      | Canadá        | Biden recebeu oficialmente o Primeiro-ministro do Canadá Justin Trudeau e o Presidente do México Andrés Manuel López Obrador para a realização da Cúpula dos Líderes da América do Norte, reunião de cúpula relacionada à NAFTA. Na ocasião, os líderes dos três países discutiram questões de interesse comum como medidas de enfrentamento à pandemia de COVID-19 e a regularização de tarifas alfandegários no continente. Biden e López Obrador concordaram em ampliar o projeto de regularizar a situação de milhares de imigrantes ilegais mexicanos visando a ampliação da mão-de-obra nos estados do sul do país. Trudeau, por sua vez, debateu temas mais críticos nas relações américo-canadianas, como a disputa comercial entre os dois países na indústria automobilística.                                                          |
| López Obrador  | 18 de novembro | Casa Branca | México              |               | Biden recebeu oficialmente o Primeiro-ministro do Canadá Justin Trudeau e o Presidente do México Andrés Manuel López Obrador para a realização da Cúpula dos Líderes da América do Norte, reunião de cúpula relacionada à NAFTA. Na ocasião, os líderes dos três países discutiram questões de interesse comum como medidas de enfrentamento à pandemia de COVID-19 e a regularização de tarifas alfandegários no continente. Biden e López Obrador concordaram em ampliar o projeto de regularizar a situação de milhares de imigrantes ilegais mexicanos visando a ampliação da mão-de-obra nos estados do sul do país. Trudeau, por sua vez, debateu temas mais críticos nas relações américo-canadianas, como a disputa comercial entre os dois países na indústria automobilística.                                                          |

## 2022
| Data           | Local       | Mandatário          | País      | Detalhes |
| -------------- | ----------- | ------------------- | --------- | --- |
| 27 de janeiro  | Casa Branca | Jonas Gahr Støre    | Noruega   | |
| 31 de janeiro  | Casa Branca | Tamim bin Hamad     | Catar     | |
| 7 de fevereiro | Casa Branca | Olaf Scholz         | Alemanha  | |
| 4 de março     | Casa Branca | Sauli Niinistö      | Finlândia | |
| 10 de março    | Casa Branca | Iván Duque          | Colômbia  | |
| 29 de março    | Casa Branca | Lee Hsien Loong     | Singapura | |
| 22 de abril    | Casa Branca | Denys Shmygal       | Ucrânia   | |
| 27 de abril    | Casa Branca | Salome Zurabishvili | Geórgia   | |
| 27 de abril    | Casa Branca | Vjosa Osmani        | Kosovo    | |
| 10 de maio     | Casa Branca | Mario Draghi        | Itália    | |
| 11 de maio     | Casa Branca | Hun Sen             | Camboja   | |
| 13 de maio     | Casa Branca | Abdullah II         | Jordânia  | |
| 29 de novembro | Casa Branca | Emmanuel Macron     | França    | Biden e Macron reafirmaram o compromisso de ambas as nações em combater o aquecimento global e manter a segurança mundial com maiores incentivos às negociações de paz no Oriente Médio e uma expansão da OTAN. Ambos os líderes foram enfáticos em condenar as ações do governo russo mediante à decorrente Guerra Russo-Ucraniana. Após sua passagem por Washington, D.C., Macron visitou a comunidade franco-americana em Nova Orleães. |
| 20 de dezembro | Casa Branca | Guillermo Lasso     | Equador   | Biden recebeu o Presidente do Equador Guillermo Lasso na Casa Branca em 20 de dezembro. Os dois líderes debateram temas como integração regional e fortalecimento dos laços comerciais entre os Estados Unidos e países latino-americanos. Na ocasião, Biden anunciou um apoio econômico de 13 bilhões de dólares a microempreendedores equatorianos e maior cooperação do governo estadunidense às medidas de combate à fome pelo governo de Lasso através do fundo de apoio da Agência dos Estados Unidos para o Desenvolvimento Internacional. Lasso, por sua vez, buscou debater medidas de apoio à crescente onda de violência urbana acentuada pelo combate aos cartéis organizados no país. |
| 21 de dezembro | Casa Branca | Volodymyr Zelenskyy | Ucrânia   | Biden recebeu Volodymyr Zelenskyy pela segunda vez na Casa Branca, onde os líderes debateram o cenário internacional e os impactos da Guerra Russo-Ucraniana. Zelenskyy concedeu uma coletiva de imprensa e discursou em uma sessão conjunta do Congresso dos Estados Unidos, onde foi homenageado pelos líderes das duas câmaras. Antes da visita, o Secretário de Estado Antony Blinken havia anunciado um pacote de apoio de 1,85 bilhão de dólares para a Ucrânia. |

## 2023
| Data            | Local       | Mandatário       | País          | Detalhes |
| --------------- | ----------- | ---------------- | ------------- | --- |
| 13 de janeiro   | Casa Branca | Fumio Kishida    | Japão         | Biden recebeu o Primeiro-ministro do Japão Fumio Kishida em sua primeira visita de Estado aos Estados Unidos e a última etapa de sua viagem aos países-membros do G7. Os dois líderes discutiram temas de interesse estratégico na política externa de seus respectivos países, como o desenvolvimento da Aliança Indo-Pacífico e o protagonismo regional do Japão no Sudeste asiático como uma das principais alianças dos países ocidentais. Biden e Fumio destacaram o papel do Japão em manter a paz regional em meio aos sucessivos testes nucleares da Coreia do Norte, a crescente influência da China no mercado internacional e os efeitos econômicos causados pela Guerra Russo-Ucraniana. |
| 17 de janeiro   | Casa Branca | Mark Rutte       | Países Baixos | Biden recebeu o Primeiro-ministro Mark Rutte e o seu homólogo Antony Blinken recebeu o Vice-primeiro-ministro e Ministro das Relações Exteriores Wopke Hoekstra. Em uma reunião bilateral os quatro políticos e suas respectivas delegações conversaram sobre temas de concordância mútua como a Guerra Russo-Ucraniana. |
| 3 de fevereiro  | Casa Branca | Abdullah II      | Jordânia      | Biden recebeu o rei Abdullah II da Jordânia pela terceira vez desde sua posse em 2021. Em reunião bilateral, os dois líderes debateram a cooperação mútua nos esforços de paz no Oriente Médio, investimento tecnológico e comércio internacional. Acompanhado de sua consorte Rainha Rania e seu filho Príncipe Herdeiro Hussein, Abdullah II defendeu a solução de dois Estados mediante o Conflito israelo-palestino. Por sua vez, Biden reafirmou o apoio estadunidense à custódia jordaniana sobre os Locais Sagrados de Jerusalém. |
| 11 de fevereiro | Casa Branca | Lula da Silva    | Brasil        | Biden recebeu o Presidente brasileiro Luiz Inácio Lula da Silva em sua primeira viagem internacional após a posse presidencial. Os dois líderes debateram temas de interesse mútuo como o aquecimento global, impacto dos Incêndios na Amazônia em 2019 e a corrente Guerra Russo-Ucraniana. Segundo Lula, o teor da reunião foi uma maior participação do Brasil nas decisões globais atuais e Biden teria manifestado interesse em inserir os Estados Unidos no Fundo Amazônia. |
| 3 de março      | Casa Branca | Olaf Scholz      | Alemanha      | |
| 9 de março      | Casa Branca | Sauli Niinistö   | Finlândia     | Biden recebeu o Presidente finlandês Sauli Niinistö para uma reunião bilateral na Casa Branca, na qual o presidente norte-americano afirmou seu apoio à entrada da Finlândia na Organização do Tratado do Atlântico Norte. Após reunir-se com Biden no Salão Oval e reafirmar sua posição à favor da Ucrânia na Guerra Russo-Ucraniana, Niinistö foi recebido por Senadores estadunidenses e o Conselheiro de Segurança Nacional Jake Sullivan. |
| 13 de março     | San Diego   | Anthony Albanese | Austrália     | Biden recebeu o Primeiro-ministro da Austrália Anthony Albanese e seu homólogo britânico Rishi Sunak em um evento multilateral na cidade de San Diego, Califórnia. Na ocasião, os três líderes anunciaram conjuntamente o lançamento do "Acordo AUKUS", uma parceria que visa produzir e equipar submarinos nucleares pelas forças armadas de seus respectivos países. |
| 13 de março     | San Diego   | Rishi Sunak      | Reino Unido   | Biden recebeu o Primeiro-ministro da Austrália Anthony Albanese e seu homólogo britânico Rishi Sunak em um evento multilateral na cidade de San Diego, Califórnia. Na ocasião, os três líderes anunciaram conjuntamente o lançamento do "Acordo AUKUS", uma parceria que visa produzir e equipar submarinos nucleares pelas forças armadas de seus respectivos países. |
| 17 de março     | Casa Branca | Leo Varadkar     | Irlanda       | O Taoiseach Leo Varadkar visitou a Casa Branca mantendo a tradição anual do Dia de São Patrício, suspensa desde 2020 em virtude da pandemia de COVID-19. Na ocasião, os dois líderes reafirmaram o comprometimento com o avanço das relações diplomáticas entre seus respectivos países e Biden agradeceu publicamente a "parceria na Guerra da Ucrânia e questões econômicas". O líder irlandês, em contrapartida, destacou o apoio estadunidense à Irlanda nos acordos pós-Brexit e convidou formalmente Biden para uma visita de Estado no mês seguinte em celebração ao Acordo da Sexta-feira Santa.                                                                                             |
| 20 de abril     | Casa Branca | Gustavo Petro    | Colômbia      | Biden recebeu em visita de Estado o Presidente da Colômbia Gustavo Petro em sua primeira visita presidencial aos Estados Unidos. Os dois líderes discutiram temas de interesse mútuo como integração latino-americana, a corrente crise sociopolítica venezuelana e a abordagem dos países latino-americanos quanto à Guerra Russo-Ucraniana. Petro defendeu um diálogo aberto com o governo de Nicolás Maduro enquanto Biden descreveu a Colômbia como uma "pedra angular" na interação de seu país com o restante do continente americano. |